# ليوناردو كاردونا
ليوناردو كاردونا (بالإسبانية: Leonardo Cardona)‏ هو دراج كولومبي، ولد في 8 أكتوبر 1971 في إنفيغادو في كولومبيا.

## وصلات خارجية
- ليوناردو كاردونا على موقع أرشيف الدراجات (الإنجليزية)
- ليوناردو كاردونا على موقع إحصائيات الدراجات الإحترافية (الإنجليزية)